# Rondeletia venezuelensis
Rondeletia venezuelensis är en måreväxtart som beskrevs av Julian Alfred Steyermark. Rondeletia venezuelensis ingår i släktet Rondeletia och familjen måreväxter. Inga underarter finns listade i Catalogue of Life.